# Chichery
Chichery is een gemeente in het Franse departement Yonne (regio Bourgogne-Franche-Comté) en telt 461 inwoners (1999). De oppervlakte bedraagt 6,8 km², de bevolkingsdichtheid is 67,8 inwoners per km².

## Demografie
Onderstaande figuur toont het verloop van het inwoneraantal van Chichery vanaf 1962.